# 物性若手夏の学校
物性若手夏の学校（ぶっせいわかてなつのがっこう）は、若手の物性研究者が毎年夏に集まり、数日間のセミナーなどを通して交流を深める場である。1956年に初回が開催されてから2022年までに67回の開催を数える。
例年200人以上の参加者が全国から集まり、数多く行われる夏の学校の中でも最大規模のものである。

## 概要
毎年夏頃（例年8月初旬）に、3日間から5日間程度の日程で泊り込みで行われる。参加者は主に大学院修士課程の一年生が中心だが、学部生や博士課程の学生、社会人の参加も見られる。
内容は講師を招いて行われる講義とサブゼミが中心だが、近年では分科会やグループセミナーなどが企画されるなど、参加者による発表が強化されている。
夏の学校は修士課程から博士課程の学生によって構成される準備局によって企画、運営されている。準備局は第42回まで8つの大学による回り持ちで行われてきたが、第45回からインカレ体制に移行して現在に至る（後述）。

## 内容

### 講義
各分野で活躍している講師を招き、研究の基礎をなすようなテーマを学ぶ。通例、午前中に行われ、毎日3時間を3日間、計9時間というまとまった時間をかけて学ぶ。

### サブゼミ
講師を招くのは講義と同じだが、講義よりもテーマを絞り、トピック的な話題について学ぶ。通例、午後の3時間をあてる。

### ポスターセッション
参加者が自身の研究内容をポスターを用いて発表する。参加者投票による優秀賞の選出もある。

### 分科会
発表者が自身の研究内容を参加者に口頭で発表する。参加者のプレゼンテーションの技術向上などを目的とする。

### グループセミナー
同じ分野に興味を持つ人たちで少人数のグループを作り、そのグループの中で自分の発表やディスカッションを行う。各グループに一人、チューターと呼ばれる座長が置かれ、発表や議論を仕切る。

### テキスト
夏の学校では、講義とサブゼミの内容をまとめたテキストが事前に配られる。テキストの内容は物性研究という雑誌に刊行されている。

## 準備局
物性若手夏の学校の企画、運営は夏の学校準備局と呼ばれる団体によって行われる。準備局員は主に学部生から博士後期課程までの学生によって構成されている。

### 準備局の主な役職
- 代表

夏の学校準備局の代表。校長とも呼ばれる。
- 講義、サブゼミ係

講義とサブゼミを担当する。
- 会場係

会場選定や、会場との折衝を担当する。
- 企業協賛係

協賛企業を募り、協賛を表明した企業との折衝を担当する。
- 印刷係

テキストやポスターの印刷などを担当する。
- 世話人

講義、サブゼミの講師との連絡役を担当する。通例、一人の講師に一人の世話人が付く。
- サーバー

インターネットを介してスタッフ間での議論や意見交換をする場を設ける。ホームページの編集や参加者登録などを行う。第55回（2010年開催）から独自のサーバードメイン（cmpss.jp）を設置した。
- その他

必要に応じて、副代表や広報、庶務やポスターセッション係なども置かれる。近年ではグループセミナーや分科会の担当も置かれている。

### 準備局の体制について
夏の学校は第42回まで、東京大学、筑波大学、京都大学、九州大学、名古屋大学、東北大学、大阪大学、東京工業大学の計8つの大学による持ち回りで担当校が決まっていた。しかし第43回の担当予定大学が準備局を断り、他の6大学も引き受けなかったため、43回、44回は立候補した大学によって運営が行われた。第44回の開催時、第45回を担当する大学が決まっていなかったため、大学ごとに担当するのをやめ、各大学から立候補した人々によるインカレ体制の準備局が発足することとなった。以後、夏の学校の開催時に次の準備局員の立候補を募り、準備局を引き継ぐという体制のまま現在に至る。
インカレ体制の問題点としてコミュニケーション不足が指摘されている。準備局員が全国に散らばっているため、主な連絡手段はメールやインターネットを介したツールとなり、なかなか顔をあわせることができない。この点を補うため、年に二回開催される日本物理学会においてインフォーマルミーティングを開催し、そこで新旧準備局員が集まり今後の運営を話し合う場を設けている。

また、毎年夏の学校で次の準備局を募るため、準備局員の立候補がなければそこで夏の学校の歴史は終わってしまう。どのように安定した引継ぎを行うかが今後の課題である。

## その他
- 研究者の間で有名なシュレディンガー音頭は、物性若手夏の学校において西森拓によって披露されたのが全国に広まった。
- 第一回、第二回の講師に朝永振一郎が名を連ねている。